# Contes italiens (recueil)
 (août 2025).
Si vous disposez d'ouvrages ou d'articles de référence ou si vous connaissez des sites web de qualité traitant du thème abordé ici, merci de compléter l'article en donnant les références utiles à sa vérifiabilité et en les liant à la section « Notes et références ».
Pour les articles homonymes, voir Contes italiens.
Contes italiens (Fiabe italiane) est un recueil de contes de l'écrivain italien Italo Calvino paru en 1956.

## Origine
En 1954, Giulio Einaudi demande à Italo Calvino de recueillir un ensemble de contes italiens, entreprise jamais encore réalisée à l'échelle du pays. Calvino se met au travail à partir de documents écrits existants ; il y prélève des récits la plupart du temps écrits en dialecte et les traduit en italien. Dans sa préface, il explique : « J'ai travaillé sur des documents déjà collectés, publiés dans des livres et des revues spécialisées, ou trouvés dans des manuscrits inédits conservés dans des musées ou des bibliothèques. Je ne me suis pas rendu personnellement auprès de vieilles dames pour entendre ces récits ; non pas qu'il n'existe plus de « lieux de conservation » en Italie, mais parce que, dans toutes ces collections de folkloristes, notamment celles du XIXe siècle, je disposais déjà d'une abondante documentation, et je ne sais pas si des tentatives de collecte originale auraient donné des résultats appréciables pour mon livre. »
Son recueil paraît en décembre 1956 chez Enaudi.

## Contes d'Italie
Certains des contes choisis par Calvino pour figurer dans son livre sont des versions régionales d'œuvres de récits bien connus, comme La Belle et la Bête (Bellinda e il Mostro), Les Trois Petits Cochons (Le tre casette, Le ochine), Barbe-Bleue (Il naso d'argento, Le tre raccoglitrici di cicorie), Le Petit Chaperon Rouge (La finta nonna, Zio Lupo), Cendrillon (Grattula Beddattula), Blanche-Neige (La Bella Venezia), La Belle au bois dormant (La bella addormentata e i suoi figli) ou encore Le Petit Poucet (Cecino).

## Éditions
- (it + fr) Fiabe italiane - Contes italiens, édition bilingue (italien/français), Gallimard (Folio bilingue), 1995  (ISBN 978-2070393190) (édition partielle)